# 迪韋丁克里克 (新澤西州)
迪韋丁克里克（英語：Dividing Creek）是位於美國新澤西州坎伯蘭縣的普查規定居民點。

## 人口
根據2020年美國人口普查的數據，迪韋丁克里克的面積為3.29平方千米，當中陸地面積為3.17平方千米，而水域面積為0.12平方千米。當地共有人口345人，而人口密度為每平方千米104.86人。